# Liste der Kölner Weihbischöfe
Wie viele andere Bistümer hatte auch das Erzbistum Köln ursprünglich nur einen Weihbischof. Seit 1889 erhöhte sich die Zahl der Weihbischöfe aufgrund der wachsenden Katholikenzahl und des Alters des Erzbischofs und des bereits amtierenden Weihbischofs dann auf zwei und in den folgenden Jahrzehnten dann bis auf vier. Die Tendenz geht wieder dahin, die Zahl zu reduzieren. So auch im Erzbistum Köln, wo es heute nur noch drei Weihbischöfe gibt.

## Liste der in Köln tätigen Weihbischöfe
| Name                                        | von       | bis  | Anmerkung |
| ------------------------------------------- | --------- | ---- | --- |
| Albertus Magnus OP                          | 1273      | 1280 | Bis 1262 Bischof von Regensburg. |
| Hermann von Köln OFM                        | 1283      | 1302 | |
| Heinrich Jonghen OCarm                      | 1298      | 1312 | |
| Johann von Konstanz OP                      | 1308      | 1321 | |
| Hermann von Köln                            | 1322      | 1327 | |
| Kuno OCist                                  | 1326      |      | |
| Johann Strote OP                            | 1327      | 1350 | |
| Johannes Kaiode OSA                         | 1352      | 1354 | |
| Rudolf                                      | 1352/1359 | 1364 | |
| Volkard                                     | 1353      |      | |
| Johannes von Sieberg OCist                  | 1354      | 1356 | |
| Peter von Zeric                             | 1357      |      | |
| Everhard von Westerheim (Westrem) OP        | 1362      | 1392 | |
| Everhard von Muisgen OCarm                  | 1364      | 1392 | |
| Simon von Speyer OCarm                      |           |      | |
| Konrad von Arnsberg OCarm                   | 1399      | 1433 | |
| Johann von Ahlen OSA                        | 1404      |      | |
| Wilhelm                                     | 1434      |      | |
| Johann Schleeter OFM                        | 1435      | 1457 | |
| Hilger de Burgis OCarm                      | um 1437   |      | |
| Heinrich von Rübenach OP                    | 1469      | 1480 | |
| Arnold von Unkel OFM                        | 1481      | 1482 | |
| Johannes Welmecher OFM                      | 1482      | 1483 | |
| Johann Spender OFM                          | 1482      | 1503 | |
| Dietrich Wichwael OSA                       | 1504      | 1519 | |
| Quirin op dem Veld von Willich              | 1519      | 1525 | |
| Johann Nopel der Ältere                     |           | 1556 | |
| Eberhard Billick OCarm                      | 1556      | 1557 | |
| Johann Pennarius OFM                        | 1557      | 1563 | |
| Theobald Craschel                           | 1574      | 1587 | |
| Laurentius Fabritius                        | 1588      | 1600 | |
| Johann Nopel der Jüngere                    | 1602      | 1604 | |
| Theodor Riphan                              | 1607      | 1616 | |
| Otto Gereon von Gutmann zu Sobernheim       | 1616      | 1638 | |
| Georg Pauli-Stravius                        | 1640      | 1661 | |
| Adrian van Walenburch                       | 1661      | 1669 | |
| Peter van Walenburch                        | 1670      | 1675 | |
| Paul von Aussem                             | 1676      | 1679 | |
| Johann Heinrich von Anethan                 | 1680      | 1693 | |
| Johann Peter von Burmann                    | 1694      | 1696 | |
| Gottfried Ulrich de la Margelle et d'Eysden | 1697      | 1703 | |
| Johann Werner von Veyder                    | 1703      | 1723 | |
| Franz Kaspar von Franken-Siersdorf          | 1723      | 1770 | |
| Karl Aloys von Königsegg-Aulendorf          | 1770      | 1796 | |
| Clemens August von Merle                    | 1797      | 1810 | |
| Karl Klemens von Gruben                     | 1801      | 1824 | |
| Karl Adalbert von Beyer OPraem              | 1827      | 1842 | ehemaliger Prämonstratenserabt zu Hamborn |
| Anton Gottfried Claessen                    | 1844      | 1847 | |
| Johann Anton Friedrich Baudri               | 1849      | 1893 | |
| Antonius Fischer                            | 1889      | 1902 | 1902–1912 Erzbischof von Köln |
| Hermann Joseph Schmitz                      | 1893      | 1899 | |
| Joseph Müller                               | 1903      | 1921 | |
| Peter Joseph Lausberg                       | 1914      | 1922 | |
| Franz Rudolf Bornewasser                    | 1921      | 1922 | 1922–1951 Bischof von Trier |
| Hermann Joseph Sträter                      | 1922      | 1931 | 1931–1943 Apostolischer Administrator des Bistums Aachen |
| Joseph Stoffels                             | 1922      | 1923 | |
| Joseph Hammels                              | 1924      | 1944 | |
| Wilhelm Stockums                            | 1932      | 1956 | |
| Joseph Ferche                               | 1947      | 1965 | war vorher Weihbischof im Erzbistum Breslau |
| Wilhelm Cleven                              | 1950      | 1969 | |
| Augustinus Frotz                            | 1962      | 1983 | |
| Vitus Chang SVD                             |           | 1982 | Bischof von Sinyang in China, der nach seiner Flucht seit den 1960er Jahren im Erzbistum Köln lebte und immer wieder als Weihbischof tätig war |
| Hubert Luthe                                | 1969      | 1991 | 1991–2002 Bischof von Essen |
| Peter Nettekoven                            | 1975      |      | ernannt 25. März 1975, starb wenige Tage vor der Bischofsweihe |
| Klaus Dick                                  | 1975      | 2003 | |
| Josef Plöger                                | 1975      | 1991 | |
| Franz Hoenen SVD                            | 1978      | 1997 | Missionsbischof in Afrika, der seit 1978 im Erzbistum Köln lebte und des Öfteren die Kölner Weihbischöfe bei Firmungen vertreten hat |
| Walter Jansen                               | 1983      | 1994 | |
| Norbert Trelle                              | 1992      | 2005 | 2005–2017 Bischof von Hildesheim |
| Friedhelm Hofmann                           | 1992      | 2004 | 2004–2017 Bischof von Würzburg |
| Manfred Melzer                              | 1995      | 2015 | |
| Rainer Maria Woelki                         | 2003      | 2011 | 2011–2014 Erzbischof von Berlin, seit 11. Juli 2014 Erzbischof von Köln |
| Heiner Koch                                 | 2006      | 2013 | seit März 2013 Bischof von Dresden-Meißen, seit 19. September 2015 Erzbischof von Berlin |
| Dominik Schwaderlapp                        | 2012      |      | Am 18. März 2021 wurde er wegen seiner Rolle bei der Aufarbeitung von sexuellem Missbrauch im Erzbistum Köln durch Kardinal Rainer Woelki von seinen Pflichten entbunden. Er bot daraufhin Papst Franziskus seinen Rücktritt an. Seinen Dienst als Weihbischof in Köln nahm er am 14. August 2022 wieder auf.                                                      |
| Ansgar Puff                                 | 2013      |      | Am 19. März 2021 wurde er wegen seiner Rolle bei der Aufarbeitung von sexuellem Missbrauch im Erzbistum Köln durch Kardinal Rainer Woelki auf eigenen Wunsch von seinen Pflichten entbunden. Der Heilige Stuhl teilte am 24. September 2021 mit, dass der Papst Puffs Rücktritt nicht angenommen habe. Er nahm daraufhin seinen Dienst als Weihbischof wieder auf. |
| Rolf Steinhäuser                            | 2015      |      | |